# David Messina (fumettista)
David Messina (Roma, 29 agosto 1974) è un fumettista e insegnante di fumetti italiano.

## Biografia
Diplomatosi alla Scuola Internazionale di Comics nel 1995, con specializzazione in Fumetto Americano, comincia a lavorare soprattutto nel campo dell'illustrazione dei giochi di ruolo. Realizza anche alcune illustrazioni per Nathan Never e Jonathan Steele.
Nel 1996 disegna uno speciale di 32 pagine della serie a fumetti 2700 sui testi di Manfredi Toraldo.
Il suo primo lavoro come disegnatore di fumetti per un grande editore è uno speciale su Lazarus Ledd per la Star Comics realizzato in collaborazione con Federica Manfredi nel 2000.
Nel 2001 realizza, sempre sui testi di Manfredi Toraldo, il primo numero di Arcana Mater per le edizioni Lo Scarabeo.
Nel 2002 realizza la seconda miniserie di Kor-One, e il numero 0 di Nemesis per la casa editrice Liberty Comics.
Nel 2003 realizza una serie di volumi erotici per il mercato francese, spagnolo e statunitense (Sally Potter, The Big Pervert, The "X" Factor). Sempre nel 2003 lavora come colorista ufficiale della serie Voltron della Devil's Due, collaborando anche ai 2 speciali di Hack/Slash scritti da Tim Seeley e disegnati da Federica Manfredi, e colorando un numero della serie G.I. Joe Frontline sempre realizzato da Tim Seeley per la Devilìs Due.
Nel 2005 inizia a collaborare con la IDW Publishing rilanciando insieme allo sceneggiatore Jeff Mariotte la serie di Angel creata da Joss Whedon.
Realizza le miniserie Angel: The Curse (2005), Angel: Old Friends (2006) e Doyle: Spotlight (2006) su testi di Jeff Mariotte; in seguito realizza la miniserie Angel: Auld lang Syne (2007) con Scott Tipton.
Sempre con Scott Tipton e suo fratello David Tipton realizza la miniserie Star trek Klingon: Blood Will Tell (2007), Star Trek Spotlight: Gorn (2007), Star Trek Next Generation: Intelligence Gathering (2008), Star Trek: Mirror Image (2009) e i racconti brevi Angel First Night: Spike su testi di Brian Lynch e Popgun Antology: Wide Awake su testi di Brandon Jerwa ed Eric Trautmann.
Nel 2009 comincia la sua collaborazione con la Bad Robots e la Orci & Kurtzmann Production realizzando la prima miniserie della trilogia di Star Trek legata al nuovo film di J. J. Abrams. Realizza così Star Trek: Countdown (2009) su testi di Mike Johnson e Tim Jones, Star Trek Nero: The Lost Years (2009) su testi di Mike Johnson e Tim Jones e Star Trek: The Movie Adaptation (2010) sempre su testi di Mike Johnson e Tim Jones.
Sempre nel 2009 realizza le miniserie Angel: Smile Time con Elena Casagrande su testi di Scott Tipton e Angel: Only Human su testi di Scott Lobdell.
Inoltre realizza i layout e la supervisione della miniserie Spock Reflections realizzata insieme a Federica Manfredi su testi di Scott e David Tipton.
Nel 2010 crea insieme a Bill Williams e Bill Willingham il personaggio di Eddie Hope di cui realizza le prime cinque storie pubblicate sulla serie regolare Angel dal numero 28.
È inoltre uno dei due copertinisti ufficiali dell'albo Fuuuzz.
Attualmente è al lavoro sulla miniserie True Blood basata sull'omonima serie televisiva, su trama di Alan Ball e sceneggiatura di David Tishman, Mariah Hener e Joe Alabama detto "Joe Bania".